# Oberonia grandis
Oberonia grandis är en orkidéart som beskrevs av Henry Nicholas Ridley. Oberonia grandis ingår i släktet Oberonia och familjen orkidéer. Inga underarter finns listade i Catalogue of Life.